# 톨킨 팬덤

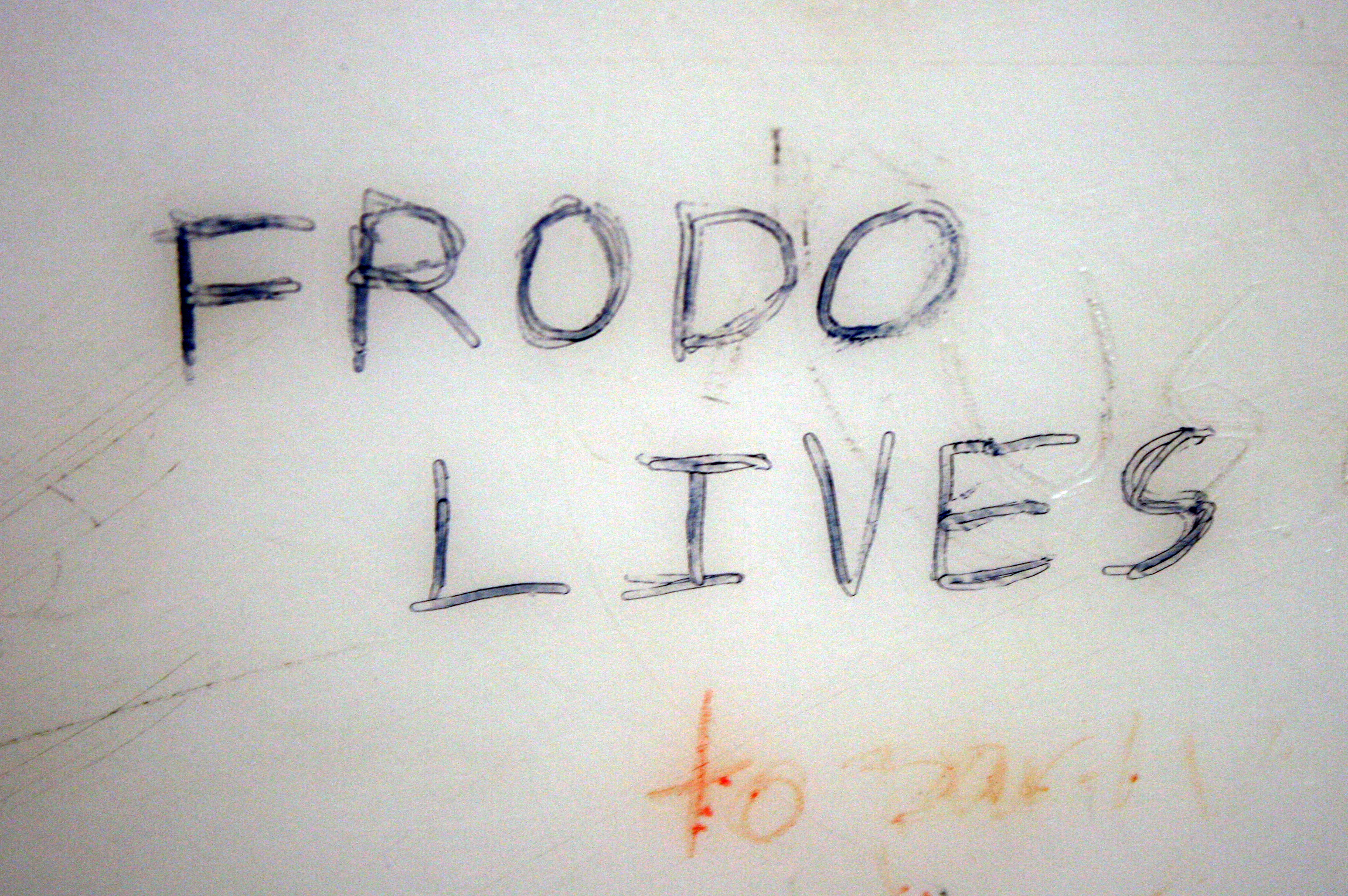

톨킨 팬덤(영어: Tolkien fandom)은 J. R. R. 톨킨과 그의 작품의 팬을 지칭한다. 특히, 가운데땅 세계관인 《호빗》, 《반지의 제왕》, 《실마릴리온》의 팬을 의미한다.
보통 톨키니스트(Tolkienist)라고 부른다. 링거(Ringer)는 피터 잭슨 감독의 《반지의 제왕 영화 삼부작》의 팬을 지칭한다. 이 외에도 톨키니트(Tolkienite, 톨킨딜(Tolkiendil)이라는 용어가 사용된다.